# Четверть (единица длины)
Че́тверть (четь) — старорусская мера длины в XVI—XVII вв. Заменила существовавшую в Древней Руси (XI—XV вв., возможно, и ранее) единицу длины пядь (18-19 см), основанную на расстоянии между раздвинутым большим и указательным пальцами. Четверть после введения в русскую систему мер аршина (около 1550 г., при Иване Грозном) равнялась ¼ аршина (примерно 18,0 см). Соотношения с другими единицами длины: 1 четверть = 1/12 сажени = 1/6 полусажени = ¼ аршина = ½ полуаршина = 4 вершкам. Встречается ещё в «Арифметике» Магницкого (1703 г.). Исчезла из употребления в XVIII в. после метрологической реформы Петра I, задолго до введения в Советской России в 1918 году современной метрической системы мер. Поскольку во время метрологической реформы Петра I сажень была приравнена к 7 английским футам (213,36 см) и уменьшилась от прежнего значения (216 см) примерно на 1 %, это уменьшение произошло и с другими старорусскими мерами длины, в том числе и с четвертью; четверть в современных единицах стала равна 17,78 см.
В XVI—XVII вв. четвертью (или четью) называли также ¼ казённой (трёхаршинной) сажени; эта четверть в современных единицах равнялась 54 см.